# Institut français de l'environnement
Créé en 1991 dans le cadre du Plan National de l'environnement mis en place par Brice LALONDE et Michel ROCARD   l'Institut français de l'environnement (IFEN) était un organisme du ministère de l'Écologie habilité à développer l'information sur l'environnement , produire des synthèses  statistiques et faire des  évaluations sur les politiques dans ce domaine . Il est remplacé depuis 2008 par  le Service de la donnée et des études statistiques (SDES) rattaché au Commissariat général au développement durable (CGDD) du même ministère de l'Écologie.
L'IFEN était aussi le référent et correspondant en France de l'Agence européenne pour l'environnement, notamment chargée de l'évaluation et de l'observation de l'environnement en Europe.

## Histoire
L'Institut français de l'environnement (IFEN) a été créé dans le cadres du Plan National pour l'environnement par le décret no 91-1177 du 18 novembre 1991 sous forme d'un Établissement public à caractère administratif en France établissement public à caractère administratif (EPA) sous tutelle du ministère de l'Écologie, implanté à Orléans. Il est à l'origine piloté par un Conseil d'administration , un Conseil scientifique et un Comité des usagers .. 
Au 1er janvier 2005, l'IFEN a été transformé en un service à compétence nationale (SCN) rattaché directement au ministre de l’Écologie et du Développement durable, par le décret no 2004-936 du 30 août 2004. L'établissement public national dénommé « Institut français de l'environnement » voit son fonctionnement modifié par l'arrêté du 16 décembre 2004 relatif à l'organisation et au fonctionnement de l'Institut français de l'environnement. Son Conseil d'administration laisse la place à un comité d'orientation , son Conseil scientifique est supprimé ainsi que son comité des usagers qui faisait une part assez large à la société civile.
Les moyens de l'IFEN après avoir augmenté sous le ministère de Dominique Voynet sont restés très modestes au regard de ses missions (70 agents). La modification de son statut a compliqué les conditions d'exécution de ses missions. Le CODOR (Comité d'orientation), qui devait avoir pour rôle de définir le programme de travail de l'IFEN après 2005 , n'a jamais été nommé.
L'IFEN a finalement été supprimé sous cette dénomination par le décret no 2008-1232 du 27 novembre 2008, qui a fusionné trois services : l'IFEN, le service statistique de l'équipement et le service statistique de l'énergie. Les missions de l'IFN sont redistribuées au Commissariat général au développement durable et au service de la donnée et des études statistiques du ministère. Le Commissariat général au développement durable conserve toutefois un « bureau de proximité » à Orléans dans les locaux de l'ex-IFEN.
L'Union fédérale des consommateurs—Que choisir regrette cette décision qui sous couvert de « réorganisation et rationalisation » a pour résultat de placer « les statistiques et l'observation de l'environnement [...] sous le contrôle du ministre ». L'association conclut que « les données qui fâchent, celles qui mettent en évidence l'échec des politiques menées, et elles sont nombreuses en matière de lutte contre les pollutions, risquent fort de rester sous le boisseau ».

## Missions
L'Ifen collectait des données environnementales ou d'intérêt environnemental, dont les risques naturels et technologiques, afin de les traiter et de les délivrer sous forme d'une information fiable concernant l'environnement et utile pour les aménageurs et citoyens.
Cette fonction d'animation et d'organisation s'exerçait vis-à-vis du réseau des principaux producteurs et utilisateurs de l'information environnementale.
Il participait à l'élaboration et à l'administration des éléments nécessaires à la constitution de l'information environnementale et devait réaliser à date régulière (tous les 4 ans) un rapport sur l'état de l'environnement en France. Il réalisait des études tendant à améliorer la connaissance de l'état de l'environnement et de son évolution, notamment par l'élaboration d'indicateurs, de modèles de prévision et d'analyses ou contribuait à leur réalisation.
Il participait à l’élaboration et à la mise en œuvre de programmes nationaux, européens et internationaux d’observation et de surveillance.
Il développait et harmonisait les méthodes afférentes au traitement des données, à la construction des statistiques, à la synergie entre la statistique et l'information géographique, à l'élaboration et la production des indicateurs environnementaux et d'indicateurs de développement durable dans les domaines de compétences du ministère chargé de l'environnement.
Il avait créé un observatoire et réseau métiers et emplois de l'environnement (ORME) et un observatoire des pratiques et représentations sociales de l'environnement (OPRESE) . IL avait aussi développé des rapports sur l'Etat à l'échelle des territoires régionaux  
Il avait, entre autres, le rôle de service statistique du ministère chargé de l'environnement au sens de la loi du 7 juin 1951.
Il était le point focal de l'Agence européenne pour l'environnement située à Copenhague.

## Publications
L'Ifen produisait des documents de quatre pages sur différents sujets environnementaux et les rapports sur l'état de l'environnement (REE) en 1995, 1999, 2002 et 2006. Le SDES a publié les rapports pour les années 2010 et 2014.
Il a inauguré une série sur les Cahiers de l'environnement régional qui ont été consacrés à la Lorraine, au Centre, au Nord-Pas-de Calais et au Languedoc-Roussillon avec le concours des Directions régionales de l'environnement (DIREN).
L'Ifen produisait également des publications sur les indicateurs d'environnement (agriculture-environnement, tourisme-environnement, aménagement du territoire et environnement) et de développement durable (45 indicateurs de développement durable pour la France).

## Consultations
Le site du service statistique du ministère de la Transition écologique et solidaire (SDES) a enregistré 770 500 visites et 2 066 000 pages vues en 2013.